# Miagrammopes mexicanus
Miagrammopes mexicanus là một loài nhện trong họ Uloboridae.
Loài này thuộc chi Miagrammopes. Miagrammopes mexicanus được Octavius Pickard-Cambridge miêu tả năm 1893.